# Torneo WTA de Melbourne
El Torneo de Melbourne I (Gippsland Trophy), II (Yarra Valley Classic) y III (Grampians Trophy) fueron unos nuevos torneos profesionales de tenis que se disputaron, en pistas rápidas en Melbourne, Australia en el Melbourne Park. Ambos formaron parte del WTA Tour 2021. Se organizaron principalmente debido a la cancelación de varios torneos durante la temporada 2021, debido a la pandemia de COVID-19.
El Gippsland Trophy y el Yarra Valley Classic tuvieron lugar el 31 de enero y  se llevaran a cabo simultáneamente con los torneos masculinos Great Ocean Road Open y Murray River Open, el Grampians Trophy se llevó a cabo el 3 de febrero y a diferencia de los otros dos torneos, este torneo solo contó con individuales femeninos. Un cuarto torneo de nivel 250, el Phillip Island Trophy se llevó a cabo del 13 al 19 de febrero, jugándose simultáneamente con la segunda semana del Abierto de Australia 2021.
En 2022 se disputaron dos torneos en Melbourne de nivel 250 que sirvieron como preparación para el Abierto de Australia 2022, llamados Melbourne Summer Set I y Melbourne Summer Set II.

## Resultados

### Gippsland Trophy 2021

#### Individual femenino
| Año  | Campeona      | Finalista   | Resultado |
| ---- | ------------- | ----------- | --------- |
| 2021 | Elise Mertens | Kaia Kanepi | 6-4, 6-1  |

#### Dobles femenino
| Año  | Campeona                              | Finalista                    | Resultado   |
| ---- | ------------------------------------- | ---------------------------- | ----------- |
| 2021 | Barbora Krejčíková Kateřina Siniaková | Hao-Ching Chan Yung-Jan Chan | 6-3, 7-6(4) |

### Yarra Valley Classic 2021

#### Individual femenino
| Año  | Campeona       | Finalista        | Resultado   |
| ---- | -------------- | ---------------- | ----------- |
| 2021 | Ashleigh Barty | Garbiñe Muguruza | 7-6(3), 6-4 |

#### Dobles femenino
| Año  | Campeona                   | Finalista                        | Resultado |
| ---- | -------------------------- | -------------------------------- | --------- |
| 2021 | Shuko Aoyama Ena Shibahara | Anna Kalinskaya Viktória Kužmová | 6-3, 6-4  |

### Grampians Trophy 2021

#### Individual femenino
| Año  | Campeona                                                                     | Finalista                                                                    | Resultado                                                                    |
| ---- | ---------------------------------------------------------------------------- | ---------------------------------------------------------------------------- | ---------------------------------------------------------------------------- |
| 2021 | Final cancelada entre Anett Kontaveit y Ann Li por retraso en el calendario. | Final cancelada entre Anett Kontaveit y Ann Li por retraso en el calendario. | Final cancelada entre Anett Kontaveit y Ann Li por retraso en el calendario. |

### Phillip Island Trophy 2021

#### Individual femenino
| Año  | Campeona        | Finalista      | Resultado     |
| ---- | --------------- | -------------- | ------------- |
| 2021 | Daria Kasátkina | Marie Bouzková | 4-6, 6-2, 6-2 |

#### Dobles femenino
| Año  | Campeona                       | Finalista                        | Resultado        |
| ---- | ------------------------------ | -------------------------------- | ---------------- |
| 2021 | Ankita Raina Kamilla Rakhimova | Anna Blinkova Anastasia Potapova | 2-6, 6-4, [10-7] |

### Melbourne Summer Set I 2022

#### Individual femenino
| Año  | Campeona     | Finalista            | Resultado |
| ---- | ------------ | -------------------- | --------- |
| 2022 | Simona Halep | Veronika Kudermétova | 6-2, 6-3  |

#### Dobles femenino
| Año  | Campeona                     | Finalista                   | Resultado |
| ---- | ---------------------------- | --------------------------- | --------- |
| 2022 | Asia Muhammad Jessica Pegula | Sara Errani Jasmine Paolini | 6-3, 6-1  |

### Melbourne Summer Set II 2022

#### Individual femenino
| Año  | Campeona         | Finalista             | Resultado     |
| ---- | ---------------- | --------------------- | ------------- |
| 2022 | Amanda Anisimova | Aliaksandra Sasnovich | 7-5, 1-6, 6-4 |

#### Dobles femenino
| Año  | Campeona                         | Finalista                      | Resultado           |
| ---- | -------------------------------- | ------------------------------ | ------------------- |
| 2022 | Bernarda Pera Kateřina Siniaková | Tereza Martincová Mayar Sherif | 6-2, 6-7(7), [10-5] |